# Antonio Pinto (Komponist)

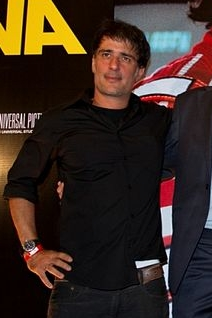
Antonio Pinto (2010, bei der Premiere von Senna)

Antonio Pinto (* 1967 in Rio de Janeiro, Brasilien als Antônio Alves Pinto) ist ein brasilianischer Filmkomponist.

## Leben und Wirken
Antonio Pinto stammt aus einer angesehenen brasilianischen Künstler-Familie. Er ist der Sohn des bekannten Comiczeichners Ziraldo, der Bruder des Filmregisseurs Fabrizia Alves Pinto, der Bruder der Theaterregisseurin Daniela Thomas und der Cousin des Filmschauspielers Fernando Alves Pinto.
Sein Debüt als Komponist gab Antonio Pinto 1994 mit dem Film Die kleine Nervensäge. Bis weit in die 2000er Jahre hinein war er ausschließlich an brasilianischen Produktionen beteiligt, die gelegentlich auch mit Hilfe anderer Länder produziert wurden. Die Filme Collateral und Lord of War – Händler des Todes, beide im Jahr 2005 entstanden, stellen sein Hollywood-Debüt dar.
International bekannte Regisseure, mit denen Pinto bislang zusammengearbeitet hat, waren Mike Newell, James Foley, Brad Silberling, Andrew Niccol, Emir Kusturica, Fernando Meirelles und Walter Salles.
Im Jahre 2002 wurde Pinto für seine Arbeit an Cidade de Deus mit dem World Soundtrack Award ausgezeichnet. 2005 erhielt er zusammen mit James Newton Howard einen ASCAP Award für ihr Mitwirken an Collateral.

## Filmografie (Auswahl)
- 2002: City of God (Cidade de Deus)
- 2005: Collateral
- 2005: Lord of War – Händler des Todes (Lord of War)
- 2006: 10 Items or Less – Du bist wen du triffst (10 Items or Less)
- 2007: Verführung einer Fremden (Perfect Stranger)
- 2007: City of Men
- 2007: Die Liebe in den Zeiten der Cholera (Love in the Time of Cholera)
- 2010: Senna
- 2012: Get the Gringo
- 2013: Snitch – Ein riskanter Deal (Snitch)
- 2013: Seelen (The Host)
- 2014: Trash
- 2015: City of McFarland (McFarland, USA)
- 2015: Amy
- 2015: Selfless – Der Fremde in mir (Self/less)
- 2019: Der Junge, der den Wind einfing (The Boy Who Harnessed the Wind)
- 2019: Diego Maradona
- 2020: Nine Days
- 2020: Good Joe Bell
- 2025: Flight Risk